# حديقة مونتريال النباتية

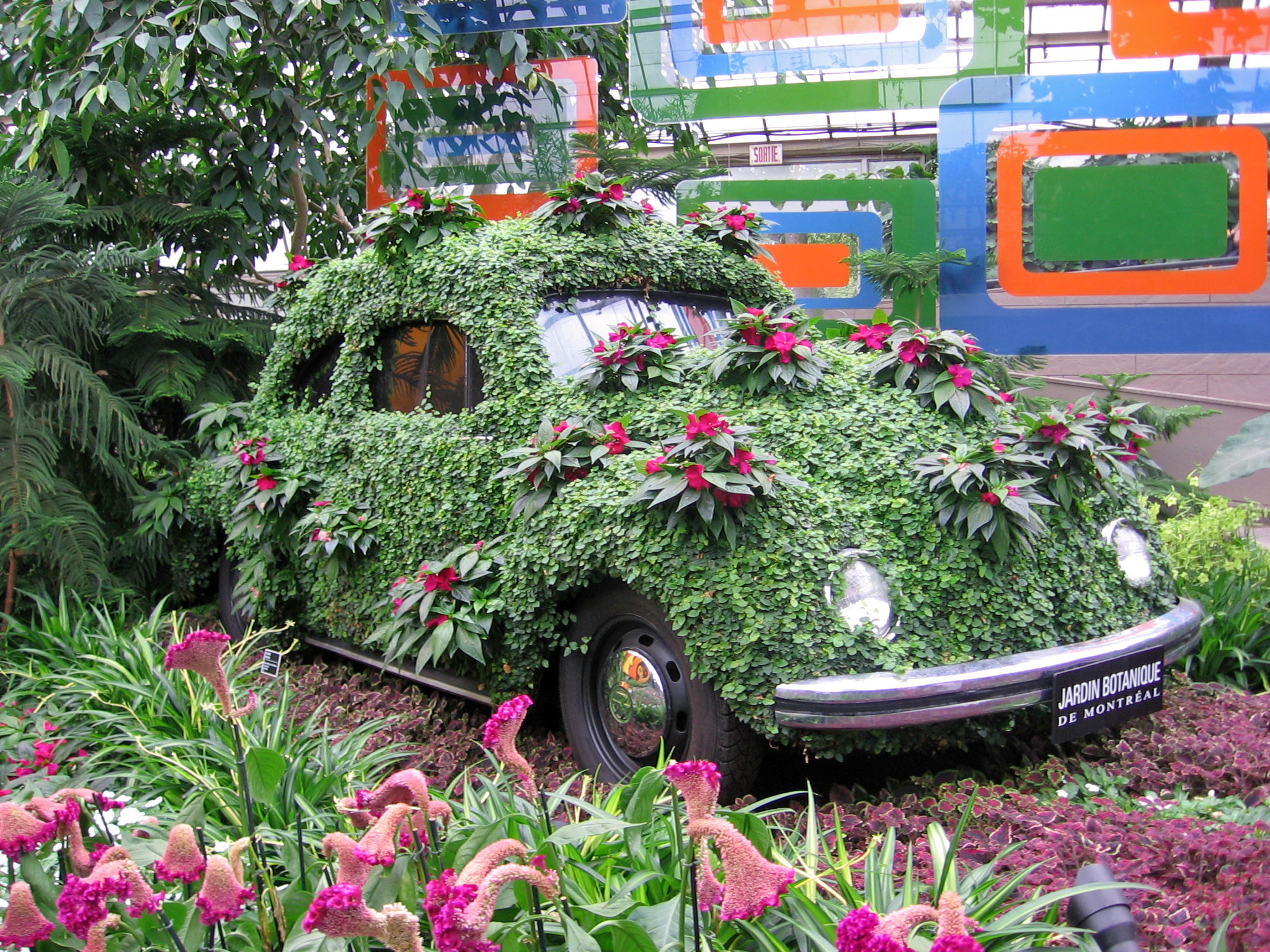
فولكس فاغن بيتل مغطاة بالزهور في دفيئة في حديقة مونتريال النباتية، 2005

حديقة مونتريال النباتية (في اللغة الانكليزية: Montreal Botanical Garden; في اللغة الفرنسية: Jardin botanique de Montréal) هي حديقة نباتية كبيرة في مونتريال، كيبيك، كندا تضم 75 هكتار (190 أكر) من الحدائق والدفيئات الزراعية. تم تصنيفها كموقع تاريخي وطني لكندا في عام 2008 حيث تعتبر واحدة من أهم الحدائق النباتية في العالم نظرًا لمدى مجموعاتها ومرافقها.

## الخلفية

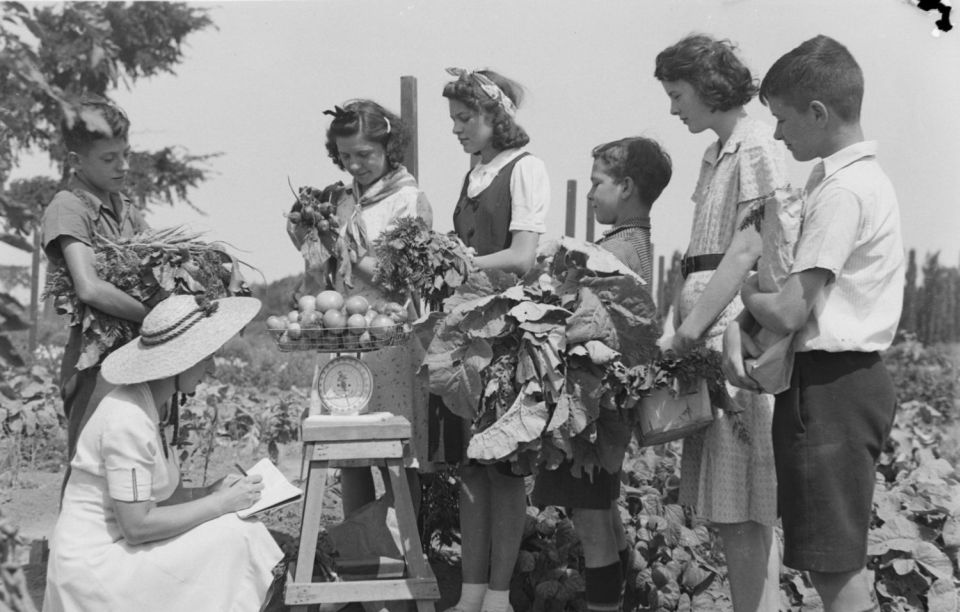
أطفال في حديقة مونتريال النباتية عام 1941

تقع الحديقة النباتية في شارع شيربورك، مقابل ملعب مونتريال الاولمبي. تحتوي الحديقة على مجمع من البيوت الزجاجية مليئة بالنباتات من جميع أنحاء العالم، وعدد من الحدائق الخارجية الكبيرة، ولكل منها أنواع محددة من النباتات.
تأسست الحديقة عام 1931 ، في ذروة الكساد العظيم، من قبل رئيس البلدية كاميلين هودي، بعد سنوات من الحملات التي قادها الأخ ماري فيكتورين. تم تصميم الأراضي من قبل هنري تويشر، في حين تم تصميم مبنى الإدارة على طراز ارت ديكو من قبل المهندس المعماري لويسيان كيرواك.
يهدف عمل الحديقة على تثقيف الناس بشكل عام وطلاب البستنة والعلوم الزراعية بشكل خاص، بالإضافة إلى الحفاظ على أنواع النباتات المهددة بالانقراض. الحديقة هي أيضًا موطن لمؤسسة أبحاث نباتية.

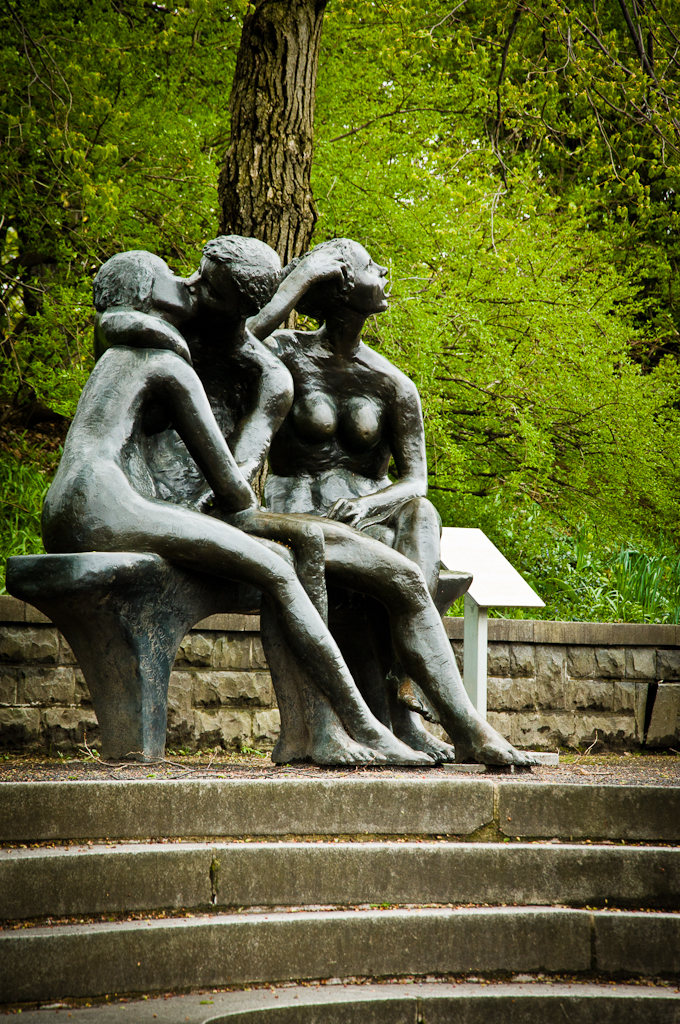
مقعد العشاق من تصميم ليا فيفوت

على الرغم من فرض رسومًا على دخول الحديقة، الا انه يمكن لسكان المدينة الحصول على تصريح يمنح الدخول المجاني إلى الحدائق الخارجية، لذلك يزورها الكثير من الناس بشكل منتظم، حتى لو كانوا يجلسون فقط تحت الأشجار.
تعد حديقة مونتريال النباتية واحدة من أربع مناطق جذب تركز على الطبيعة تنتمي إلى مدينة مونتريال، حيث تقع كلها بالقرب من الاستاد الأولمبي.

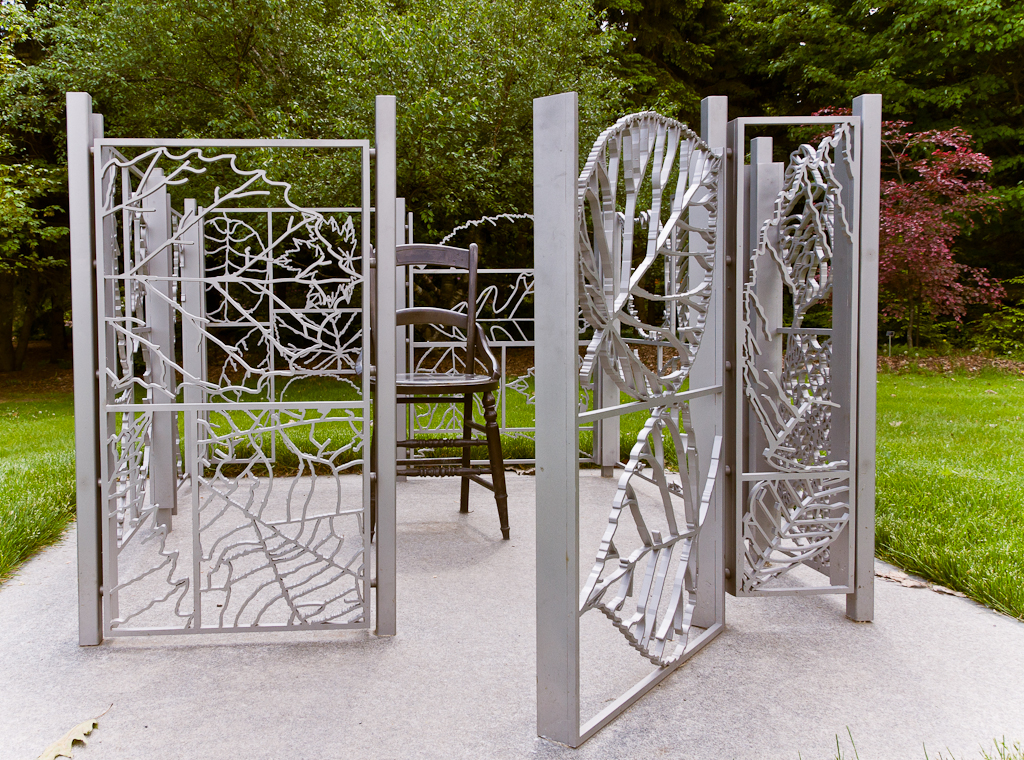
من تصميم ميشيل جوليت

## روابط خارجية
- الصفحة الرئيسية الرسمية لحديقة مونتريال النباتية (باللغة الإنجليزية)
- : صور معرض الفراشات السنوي والصوبات الزراعية (باللغتين الإنجليزية والفرنسية)
- صور الحديقة النباتية نسخة محفوظة 15 أغسطس 2011 على موقع واي باك مشين. (باللغتين الإنجليزية والفرنسية)
- أسد لا فويلي
- حدائق مونتريال النباتية: نحت Le Lion de la Feuillée في مونتريال نسخة محفوظة 26 فبراير 2012 على موقع واي باك مشين.